# Tetramorium setuliferum
Tetramorium setuliferum är en myrart som beskrevs av Carlo Emery 1895. Tetramorium setuliferum ingår i släktet Tetramorium och familjen myror. Inga underarter finns listade i Catalogue of Life.